# Barh Kôh

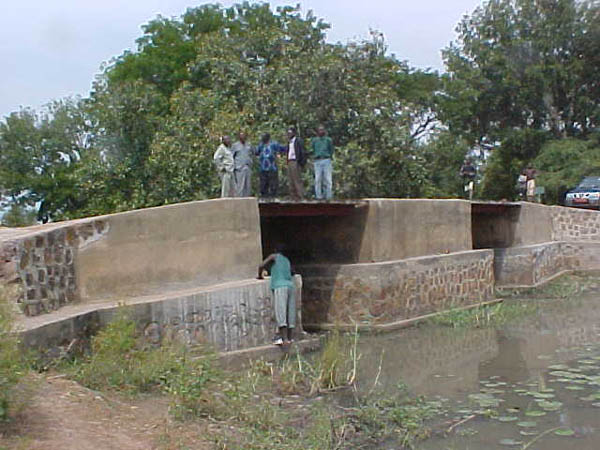
Pont sur la rivière Bragoto près de Koumogo

Le département du Barh Kôh ou Bahr Koh est un des 3 départements composant la région du Moyen-Chari au Tchad. Son chef-lieu est Sarh.

## Subdivisions
Le département du Barh Kôh est divisé en 5 sous-préfectures :
- Sarh
- Korbol
- Koumogo
- Moussa Foyo
- Balimba

## Administration
Préfets du Barh Kôh (depuis 2002)
- 9 octobre 2008 : Abderahim Mahamat Idriss[1]